# Мендзихуд
Мендзи́худ (пол. Międzychód, нім. Birnbaum) — місто в західній Польщі, на річці Варта. Адміністративний центр Мендзиходського повіту.

## Демографія
Демографічна структура станом на 31 березня 2011 року:
|          | Загалом | Допрацездатний вік | Працездатний вік | Постпрацездатний вік |
| -------- | ------- | ------------------ | ---------------- | -------------------- |
| Чоловіки | 5262    | 1083               | 3715             | 464                  |
| Жінки    | 5676    | 1038               | 3400             | 1238                 |
| Разом    | 10938   | 2121               | 7115             | 1702                 |